# 鈴木涼子
鈴木 涼子（すずき りょうこ、1984年7月20日 - ）は、元松竹芸能所属の女性タレント。神奈川県横浜市出身。日本大学芸術学部卒業。
声優・歌手のKAORI.は実姉。

## 来歴・人物
- 2007年、芸能人女子フットサルチーム「蹴竹G」に入団。背番号は「3」。2009年1月のチーム解散まで所属していた。
- 2010年6月15日に5歳年上の一般人と結婚。同年10月22日に披露宴を行った[3]。しかし、2年間の別居の末、2016年12月20日に離婚。それでも、親友のように仲は良いといい、「彼氏彼女、結婚と言う形が合っていなかった」と述懐している[4]。
- 元ピチモの浅田美穂や、元EARTHの瀬戸山清香と東郷祐佳[5]、前述の蹴竹Gのチームメイトだった杉山菜摘や大熊未沙、佐藤未歩と仲が良い。

## テレビ出演
- わかってちょーだい!（フジテレビ）
- 行列のできる法律相談所（日本テレビ）
- 志村屋です（2009年8月6日、フジテレビ）-「志村診察室」ゲスト
- いいじゃん!（J:COM茨城）- 茨城県南の情報番組。高松新一（オジンオズボーン）と共にレギュラーMC
- 突撃!!リサーチャーズしなココ（ケーブルテレビ品川、2009年10月-）
- 真王伝説（テレビ埼玉他、2014年11月-）

テレビ埼玉　王庭伝説

## その他
- CR花の慶次イメージガール「傾奇エンジェルス」（2012年）[6]